# Pulitzer-Preis 1937
Der Pulitzer-Preis 1937 war die 21. Verleihung des renommierten US-amerikanischen Literaturpreises. Es wurden Preise in zehn Kategorien im Bereich Journalismus und dem Bereich Literatur, Theater und Musik vergeben.
Die Jury bestand aus 14 Personen, unter anderem dem Präsidenten der Columbia-Universität Nicholas Murray Butler und Ralph Pulitzer, Sohn des Pulitzer-Preis-Stifters und Herausgeber der New York World.

## Preisträger
| Kategorie                                     | Preisträger                               | Begründung |
| --------------------------------------------- | ----------------------------------------- | --- |
| Dienst an der Öffentlichkeit (Public Service) | St. Louis Post-Dispatch                   | Preis verliehen die das Aufdecken betrügerischer Wahlregistrationen in St. Louis und für die folgenden Kampagne, die das Absetzen des Wahlausschusses zum Ziel hatte. |
| Berichterstattung (Reporting)                 | John J. O’Neill, New York Herald Tribune  | Preis verliehen für die Berichterstattung über das 300-jährige Jubiläum der Harvard-Universität.                                                                      |
| Berichterstattung (Reporting)                 | William L. Laurence, The New York Times   | Preis verliehen für die Berichterstattung über das 300-jährige Jubiläum der Harvard-Universität.                                                                      |
| Berichterstattung (Reporting)                 | Howard W. Blakeslee, Associated Press     | Preis verliehen für die Berichterstattung über das 300-jährige Jubiläum der Harvard-Universität.                                                                      |
| Berichterstattung (Reporting)                 | Gobind Behari Lal, Universal Service      | Preis verliehen für die Berichterstattung über das 300-jährige Jubiläum der Harvard-Universität.                                                                      |
| Berichterstattung (Reporting)                 | David Dietz, Scripps-Howard               | Preis verliehen für die Berichterstattung über das 300-jährige Jubiläum der Harvard-Universität.                                                                      |
| Korrespondenz (Correspondence)                | Anne O’Hare McCormick, The New York Times | Preis verliehen für ihre Berichte aus Europa im Jahr 1936. |
| Leitartikel (Editorial Writing)               | John W. Owens, The Baltimore Sun          | Preis verliehen für die Leitartikel im Laufe des Jahres. |
| Karikatur (Editorial Cartooning)              | C. D. Batchelor, New York Daily News      | Preis verliehen für Come on in, I’ll treat you right. I used to know your Daddy.                                                                                      |

| Kategorie                                                   | Preisträger                                                                                     |
| ----------------------------------------------------------- | ----------------------------------------------------------------------------------------------- |
| Roman (Novel)                                               | Gone With the Wind (dt. Titel: Vom Winde verweht) von Margaret Mitchell                         |
| Theater (Drama)                                             | You Can’t Take It With You (dt. Titel: Man lebt nur einmal) von Moss Hart und George S. Kaufman |
| Geschichte (History)                                        | The Flowering of New England 1815–1865 von Van Wyck Brooks                                      |
| Biographie oder Autobiographie (Biography or Autobiography) | Hamilton Fish: The Inner History of the Grant Administration von Allan Nevins                   |
| Dichtung (Poetry)                                           | A Further Range von Robert Frost                                                                |